# Недилько, Виталий Михайлович
Виталий Михайлович Недилько (укр. Віталій Михайлович Неділько; род. 21 августа 1982, Сахновщина, Харьковская область) — украинский футболист, вратарь

## Биография
Первый тренер — Пётр Волошин. По окончании школы поступил в пединститут в городе Славянск.
В 2002 году играл за славянский «Славхлеб» в любительском чемпионате Украины. В 2003 году стал игроком луцкой «Волыни». В Высшей лиге дебютировал 24 мая 2003 года в матче против запорожского «Металлурга» (0:2) и пропустил в той встрече два мяча. В 2003 году и 2004 году играл во Второй лиге Украины за «Ковель-Волынь-2» и млиновскую «Икву». В ноябре 2006 года в качестве свободного агента перешёл в симферопольскую «Таврию», так как вратарь крымчан Николай Медин получил травму. Однако в составе «Таврии» Неделько не сыграл и покинул расположение клуба спустя месяц.
После пребывания в Симферополе Виталий вернулся в «Волынь». В сезоне 2009/10 вместе с командой завоевал путёвку в Премьер-лигу Украины, став серебряным призёром Первой лиги. 9 сентября 2011 года в матче первого тура чемпионата Украины 2011/12 против криворожского «Кривбасса» Неделько пропустил курьёзный гол. Защитник «Волыни» Андрей Гринченко с центра поля отдал пас Недилько, однако Виталий пропустил мяч между ног. Этот гол позволил «Кривбассу» выиграть с минимальным счётом (1:0).
В 2022 году, в связи с роспуском ФК «Волынь» играет в чемпионате Волынской области за ФЦ «Ковель-Волынь»

## Достижения
- Серебряный призёр Первой лиги Украины: 2009/10

## Статистика
| Сезон   | Клуб            | Лига                 | Чемпионат | Чемпионат | Кубок | Кубок | Дубль | Дубль |
| Сезон   | Клуб            | Лига                 | Игры      | Голы      | Игры  | Голы  | Игры  | Голы  |
| ------- | --------------- | -------------------- | --------- | --------- | ----- | ----- | ----- | ----- |
| 2002/03 | Ковель-Волынь-2 | Вторая лига Украины  | 6         | −5        |       |       |       |       |
| 2002/03 | Волынь          | Высшая лига Украины  | 1         | −2        |       |       |       |       |
| 2003/04 | Волынь          | Высшая лига Украины  | 0         | 0         |       |       |       |       |
| 2003/04 | Иква            | Вторая лига Украины  | 3         | −4        |       |       |       |       |
| 2004/05 | Волынь          | Высшая лига Украины  | 1         | −3        |       |       | 21    | −25   |
| 2005/06 | Волынь          | Высшая лига Украины  | 1         | −2        | 1     | −3    | 16    | −34   |
| 2006/07 | Волынь          | Высшая лига Украины  | 9         | −13       |       |       |       |       |
| 2007/08 | Волынь          | Высшая лига Украины  | 29        | −37       | 1     | −4    |       |       |
| 2008/09 | Волынь          | Премьер-лига Украины | 28        | −38       | 1     | −4    |       |       |
| 2009/10 | Волынь          | Премьер-лига Украины | 9         | −11       |       |       |       |       |
| 2010/11 | Волынь          | Премьер-лига Украины | 18        | −29       | 2     | −5    | 5     | −7    |
| 2011/12 | Волынь          | Премьер-лига Украины | 18        | −27       | 2     | −1    | 3     | −3    |
| 2012/13 | Волынь          | Премьер-лига Украины | 1         | −3        | 1     | −2    | 11    | −15   |
| 2013/14 | Волынь          | Премьер-лига Украины | 17        | −35       | 1     | −2    |       |       |
| 2014/15 | Волынь          | Премьер-лига Украины | 10        | −16       | 2     | 0     |       |       |
| 2015/16 | Волынь          | Премьер-лига Украины | 0         | 0         |       |       |       |       |